# کردی کردلی
کُردَلی یا پهله‌ای یکی از گویش‌های زبان کردی جنوبی است. این گویش متعلق به ایل کُرد در استان ایلام می‌باشد و در کشورهای ایران و عراق استفاده می‌شود.  برخی نیز این گویش را لهجه‌ای از کردی ایلامی (کردی فیلی) می‌دانند.

## جغرافیا
این گویش در ایران در شهرهای پهله، دهلران، میمه، آبدانان، سراب باغ  رایج است. در کشور عراق نیز شهرستان‌های علی الغربی و شیخ سعد واسط به این گویش تکلم می‌کنند.

## لهجه‌ها
این گویش دارای دولهجه آبدانانی و دهلرانی است. کردلی‌های عراق نیز با لهجه دهلرانی تکلم می‌کنند.

## مقایسه این گویش با گویش‌های کردی دیگر
| فارسی   | کردی‌کردلی   | کردی‌ایلامی | کردی‌کرمانشاهی  | کردی‌سورانی     | کردی‌کرمانجی |
| ------- | ----------- | ---------- | -------------- | -------------- | ----------- |
| برای‌چی  | ور چَ، ارا چَ | ارا چە     | ئەڕا چە/پەی چە | بۆچی/بۆچە      | بۆچی        |
| میخواهم | خوازم       | خوازم      | تۆام           | گەرەکدە/ئەتۆام | خۆازم       |
| گفت     | وِت          | وِت         | وَت             | وِت             | گوت ،بیت    |
| آورد    | هُوِرد        | هاورد      | هاورد          | هینان          | anîn        |
| دماغ    | پِت          | ل‍وت         | لۊت            | لوۆت           | پۆز         |
| چشم     | چو          | چم         | چاو/چو         | چاو            | چاو         |